# 611.
◄ | 6. stoljeće | 7. stoljeće | 8. stoljeće | ►
◄ | 580-ih | 590-ih | 600-ih | 610-ih | 620-ih | 630-ih | 640-ih | ►
◄◄ | ◄ | 608. | 609. | 610. | 611. | 612. | 613. | 614. | ► | ►►
Astronomija • Književnost • Kršćanstvo • Pravo • Promet

## Događaji
- Calakmul je pobijedio u ratu s Palenqueom

## Vanjske poveznice
|  | Zajednički poslužitelj ima još gradiva o temi 611. |